# Superclásico del fútbol peruano
El superclásico del fútbol peruano, también llamado clásico del fútbol peruano o clásico de los clásicos, es el partido que disputan los clubes Alianza Lima y Universitario de Deportes. Ambos equipos son los más populares y más ganadores del país, por lo que se le considera como el clásico más importante del fútbol peruano.
Alianza Lima ha participado de todas las temporadas de la Primera División del Perú desde 1912, excepto en el año 1939 donde disputó la División Intermedia, ascendiendo al año siguiente. Por su parte, Universitario de Deportes ha participado de todas las temporadas de la Primera División del Perú desde 1928.
Desde el primer superclásico, disputado el 23 de septiembre de 1928, hasta la actualidad, estos dos equipos han sido rivales. Algunos de estos partidos han terminado con muchos jugadores expulsados y enfrentamientos, como el primer superclásico. Por esta y otras razones, estos dos equipos son protagonistas de la rivalidad más disputada del fútbol peruano.
El antagonismo entre ambos bandos surgió desde fines de la década de 1920 e inicios de la década de 1930. Alianza Lima fue fundado el 15 de febrero de 1901 con el nombre de «Sport Alianza» por un grupo de adolescentes de clase obrera en el jirón Cotabambas, del barrio de Las Chacaritas, que se ubicaba en el borde de Lima. Los fundadores adoptaron aquel nombre en honor a la caballeriza Alianza, donde se disputaron sus primeros partidos. Por su parte, Universitario de Deportes fue fundado el 7 de agosto de 1924 con el nombre de «Federación Universitaria de Fútbol» por un grupo de jóvenes estudiantes, principalmente de la Universidad Nacional Mayor de San Marcos, con el fin de fomentar con profundo sentido nacional la práctica del deporte del fútbol en los estudiantes universitarios, para la mejor salud mental y física de sus cultores.
En torneos internacionales Conmebol vigentes, la mejor campaña de Universitario fue en la Copa Libertadores de 1972 cuando fue finalista, mientras que la mejor campaña de Alianza Lima fue en la Copa Libertadores como semifinalista en las ediciones de 1976 y 1978.
Hasta la fecha los dos clubes se han enfrentado en 374 oportunidades, Alianza Lima ha conseguido 142 victorias, mientras que Universitario de Deportes ha logrado 126 triunfos. El superclásico del fútbol peruano supera en partidos jugados a algunos de los grandes clásicos del fútbol sudamericano y mundial tales como el clásico paraguayo, el clásico chileno, el clásico español y el superclásico argentino.

## Historia

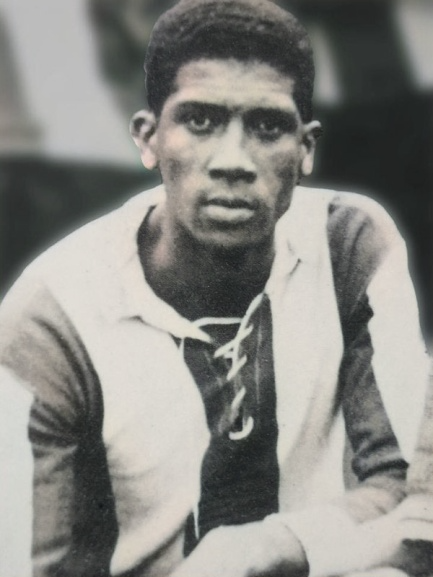
Alejandro Villanueva, futbolista de Alianza Lima, uno de los jugadores del primer superclásico peruano.

El domingo 23 de septiembre de 1928, se enfrentarían los clásicos rivales por primera vez en la liguilla final del campeonato de ese año. El primer clásico fue ganado por uno a cero por el equipo de la Federación Universitaria, con gol del volante Pablo Pacheco a los siete minutos del primer tiempo. Los jugadores de ambos equipos se enfrascaron en una violenta gresca desatada después de constantes acciones bruscas. El partido fue suspendido por el árbitro uruguayo Julio Borelli nueve minutos antes de cumplirse el tiempo reglamentario, ya que los aliancistas se habían quedado con seis jugadores tras las expulsiones de Miguel Rostaing, Juan Rostaing, Julio Quintana, Alejandro Villanueva y Alberto Soria.
Asimismo, la gresca se trasladó a las tribunas del antiguo Estadio Nacional del Perú, donde el jugador aliancista Filomeno García por su juego brusco fue el más insultado con frases racistas desde la tribuna por un grupo de simpatizantes de la Federación Universitaria que hicieron que este reaccionase, generándose una pelea. Cuando los aliancistas fueron en defensa de su compañero, los aficionados rivales les lanzaron bastones, provocando que los jugadores de Alianza se treparan a las tribunas. El público simpatizante del cuadro universitario y los jugadores aliancistas se enfrentaron bastones contra puños y el escándalo cobro mayor intensidad. La discusión creció tanto que el público se arremolinó provocando la intervención de la policía. Es así como aquel primer partido entre aliancistas y universitarios, fue bautizado como el clásico de los bastonazos.

«Ante su inminente derrota, los jugadores del Alianza Lima pretendieron imponerse jugando bruscamente. Cinco de sus jugadores fueron expulsados del field. Algunos de estos atacaron violentamente los palcos y tribunas de preferencia, motivando una enérgica intervención de la policía».
El Comercio, 24 de septiembre de 1928.

«No podemos aceptar que se diga que los jugadores del Alianza provocaron al público, porque hemos sido testigos del hecho. Los insultos y la provocación partieron de la tribuna de preferencia donde se hallaban los partidarios del equipo universitario, y la actitud de estos no puede ser más censurable».
La Prensa , 24 de septiembre de 1928.

Diversas versiones sobre el origen del altercado se observan en los diarios de la época así como de historiadores y periodistas. Por una parte, el diario El Comercio atribuyó el inicio de la pelea a los jugadores aliancistas y a la respuesta justificada de las tribunas universitarias, además de destacar la labor arbitral de Borelli. Por otro lado, el diario La Prensa sostuvo que el conflicto comenzó desde la tribuna de preferencia de los universitarios quienes dedicaron unas frases duras a Filomeno García y respondieron con veinte bastonazos a la reacción del jugador, asimismo criticó la parcialidad del árbitro. Además, el diario El Tiempo mencionó que el causante de que el partido terminara con varios jugadores de Alianza provocando un alboroto en el que menudearon palos, trompadas y silletazos, fue el árbitro Borelli para quien pidió a la Federación Peruana de Fútbol que le cancele el contrato. Luego del partido, los jugadores universitarios se dirigieron a la sede del diario El Comercio en señal de agradecimiento por promover el deporte de las aulas a los campos de fútbol.
La rivalidad entre ambos equipos, además de lo deportivo, tenía una connotación de estatus social y racial en esa época. Alianza Lima era catalogado como el equipo de los obreros y negros; mientras que la Federación Universitaria era catalogado como el equipo de los estudiantes y blancos. Instalada en Lima esa rivalidad los clásicos de fútbol se transformaban en la oportunidad que tenían los pobres de ganarle a los ricos o los negros a los blancos.

«El team universitario, formado en su mayoría por jóvenes que han aspirado siempre a la conquista del primer sitial en el fútbol peruano, encarna, por decirlo así, el ideal de renovación de nuestros valores en este deporte. Tras de ellos está una juventud animosa y entusiasta que los estimula con su aliento y su aplauso. El Alianza Lima, club popular que se ha granjeado la simpatía y admiración de todos los buenos aficionados, representa el valimento deportivo de la clase más modesta: el pueblo. De un lado está la juventud estudiosa y del otro de los obreros».
Sport Gráfico, 19 de abril de 1930.

«Un café con leche. Con leche de calidad, (léase Universidad), y un café de gran estima, como es el 'Alianza Lima', la Señora Federación, ofrece 'algo' de sensación. Habrá que tener cuidado, no salga el café quemado, o por alguna trastada, la leche resulta aguada. El match de los negritos con los doctores será una competencia entre la leche y el café, en el que se impondrá la mejor calidad de estos productos».
Revista Toros y Deportes, 19 de abril de 1930.

Ficha
|            | Guardameta     | Jorge Alba             |         |
|            | Defensa        | Mario de las Casas     | Capitán |
|            | Defensa        | Abraham Rubio          |         |
|            | Defensa        | Alberto Denegri        |         |
|            | Centrocampista | Plácido Galindo        |         |
|            | Centrocampista | Eduardo Astengo        |         |
|            | Centrocampista | Pablo Pacheco          |         |
|            | Centrocampista | Juan Ruiz              |         |
|            | Delantero      | Francisco Sabroso      |         |
|            | Delantero      | Jorge Góngora          |         |
|            | Delantero      | Luis de Souza Ferreira |         |
| Entrenador | Entrenador     | Mario de las Casas     |         |

|            | Guardameta     | Eugenio Segalá       | Capitán |  |
|            | Defensa        | Alberto Soria        |         |  |
|            | Defensa        | Juan Rostaing        |         |  |
|            | Centrocampista | Julio Quintana       |         |  |
|            | Centrocampista | Domingo García       |         |  |
|            | Centrocampista | Filomeno García      |         |  |
|            | Centrocampista | Juan Bulnes          |         |  |
|            | Delantero      | Alberto Montellanos  |         |  |
|            | Delantero      | Alejandro Villanueva |         |  |
|            | Delantero      | Miguel Rostaing      |         |  |
|            | Delantero      | Koochoi Sarmiento    |         |  |
| Entrenador | Entrenador     | Guillermo Rivero     |         |  |

| Anotado | 7' | Pablo Pacheco | 1–0 |

| Expulsado | 70' | Mario de las Casas |

| Expulsado | 70' | Miguel Rostaing      |
| Expulsado | 70' | Julio Quintana       |
| Expulsado | 73' | Alberto Soria        |
| Expulsado | 75' | Alejandro Villanueva |
| Expulsado | 80' | Juan Rostaing        |

| Árbitro | Julio Borelli |

|            | Guardameta     | Jorge Alba             |         |
|            | Defensa        | Mario de las Casas     | Capitán |
|            | Defensa        | Abraham Rubio          |         |
|            | Defensa        | Alberto Denegri        |         |
|            | Centrocampista | Plácido Galindo        |         |
|            | Centrocampista | Eduardo Astengo        |         |
|            | Centrocampista | Pablo Pacheco          |         |
|            | Centrocampista | Juan Ruiz              |         |
|            | Delantero      | Francisco Sabroso      |         |
|            | Delantero      | Jorge Góngora          |         |
|            | Delantero      | Luis de Souza Ferreira |         |
| Entrenador | Entrenador     | Mario de las Casas     |         |

|            | Guardameta     | Eugenio Segalá       | Capitán |  |
|            | Defensa        | Alberto Soria        |         |  |
|            | Defensa        | Juan Rostaing        |         |  |
|            | Centrocampista | Julio Quintana       |         |  |
|            | Centrocampista | Domingo García       |         |  |
|            | Centrocampista | Filomeno García      |         |  |
|            | Centrocampista | Juan Bulnes          |         |  |
|            | Delantero      | Alberto Montellanos  |         |  |
|            | Delantero      | Alejandro Villanueva |         |  |
|            | Delantero      | Miguel Rostaing      |         |  |
|            | Delantero      | Koochoi Sarmiento    |         |  |
| Entrenador | Entrenador     | Guillermo Rivero     |         |  |

| Anotado | 7' | Pablo Pacheco | 1–0 |

| Expulsado | 70' | Mario de las Casas |

| Expulsado | 70' | Miguel Rostaing      |
| Expulsado | 70' | Julio Quintana       |
| Expulsado | 73' | Alberto Soria        |
| Expulsado | 75' | Alejandro Villanueva |
| Expulsado | 80' | Juan Rostaing        |

| Árbitro | Julio Borelli |

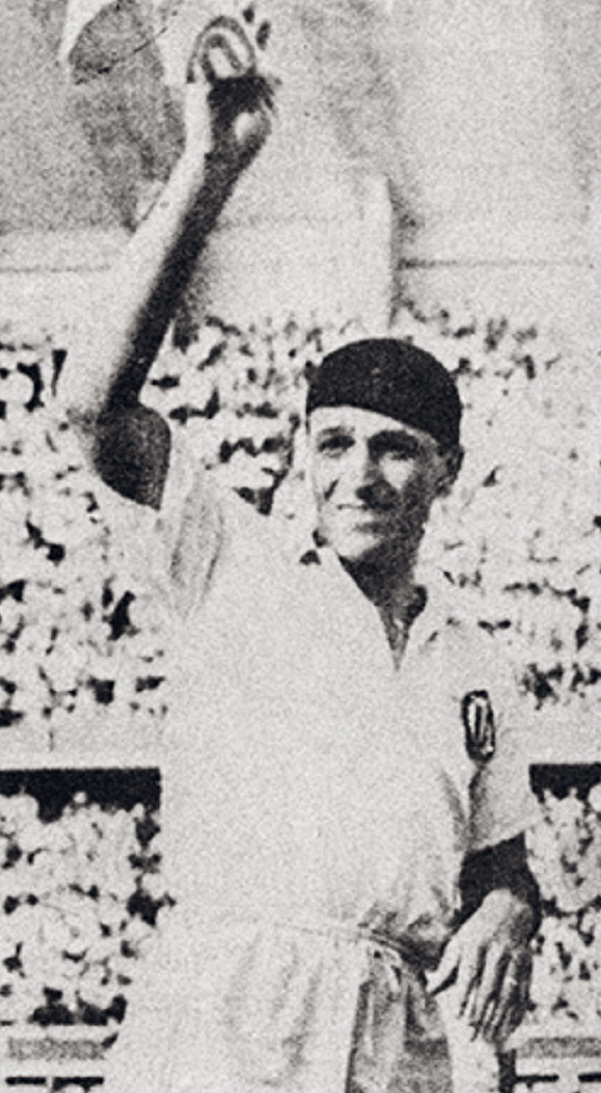
Lolo Fernández, futbolista de Universitario de Deportes, es el goleador histórico de los superclásicos con 29 anotaciones.

En 1928, se produjo la primera definición por un título de Primera División desde su fundación en 1912 y lo protagonizaron ambos equipos rivales. El 21 de octubre de 1928, el partido de desempate finalizó con un marcador de 1:1, con gol de Domingo García Heredia para los blanquiazules y un tanto de Jorge Góngora para los cremas. Al quedar igualado se programó un segundo partido, el 1 de noviembre de 1928 en el Antiguo Estadio Nacional, con victoria aliancista por 2:0 con anotaciones de Juan Bulnes y Guillermo Rivero, lo cual significó su cuarto título nacional. 
En 1935, ambos equipos disputaron un partido de desempate por el torneo de Primeros Equipos del año anterior, lo cual derivó en una polémica cuando en el campeonato regular de 1934, Alianza Lima logra superar a Universitario de Deportes en la última fecha por un cuarto de punto, gracias a la bonificación que otorgaba el Torneo de Reservas que se disputaba en aquella época de manera paralela al Torneo de Primeros Equipos. Los dirigentes de Universitario impugnaron el resultado, pues consideraban injusto perder el campeonato por un cuarto de punto proveniente de un torneo secundario (Torneo de Reservas), y como respuesta a ello las autoridades deportivas ordenaron que se jugara un partido extra. La duda se genera con respecto al carácter de este partido adicional. El Club Universitario de Deportes señala que las autoridades habrían declarado empatado el torneo, y de este modo el partido extra, en el cual salieron victoriosos les habría dado el título absoluto. Por su parte, el Club Alianza Lima afirma que los reclamos de Universitario no fueron aceptados, y que incluso unos meses después se les habría ratificado el título del campeonato mediante una resolución dictaminada por los entes oficiales del torneo, por lo que el partido extra nunca habría definido el título absoluto sino uno secundario (Torneo de Primeros Equipos).
Sobre la situación actual de la controversia, la Federación Peruana de Fútbol y la Asociación Deportiva de Fútbol Profesional, reconocen oficialmente a Universitario como el campeón de aquel año. Actualmente, la FIFA señala a Universitario como campeón, sin embargo, anteriormente registró el título a favor de Alianza Lima. Desde 2013, existe un reclamo oficial de Alianza Lima a la Federación Peruana de Fútbol para rectificar el palmarés, sin respuesta formal actualmente.
La historia de los superclásicos tiene dos walkovers ambas por parte de Universitario. La primera ocurrió en 1931 aduciendo jugadores lesionados y el segundo en 1935 aduciendo su inasistencia por el Congreso Eucarístico Nacional, donde las victorias le fueron otorgadas a Alianza Lima. El 30 de agosto de 1947, el árbitro Miguel Benavides tuvo que suspender el clásico, en el minuto 73, debido a que los hinchas de Universitario de Deportes invadieron el campo de juego. La mayor goleada en superclásicos se produjo el 12 de junio de 1949, en el marco del superclásico número 56. En aquel partido, Alianza Lima goleó por 9:1 a Universitario de Deportes.
Cabe señalar que dicho encuentro se realizó en el marco de un cuadrangular denominado Torneo Apertura, el cual fue organizado en trece oportunidades entre los años 1941 y 1969 por la Asociación No Amateur (ANA), ente organizador de las competiciones de fútbol en ese entonces. En estos Torneos Apertura, era común que los equipos no se presentaran con todo su potencial, siendo aprovechados para probar jugadores de cara a la temporada que se avecinaba. Además las bases del torneo aceptaban la realización de cambios y de hasta reingresos durante los partidos, lo cual llevaría a considerar que estos partidos estaban más cercanos de un formato de exhibición que de una competencia real por los puntos.Al momento del partido Alianza Lima pudo contar con su equipo completo, mientras que Universitario de Deportes afrontaba problemas para la conformación del mismo. Se jugaban previo al Campeonato de Selección y Competencia, siendo este último el que determinaba al campeón de la temporada.
Desde el clásico de los bastonazos de 1928, el ambiente que rodeó estos partidos tuvo ingredientes especiales que encendieron los ánimos hasta pasar de la jugada brusca al golpe directo. Un superclásico notable fue el disputado el 4 de septiembre de 1949 en el Estadio Nacional válido por el campeonato oficial: el árbitro Fernando Alvizuri expulsó a diez jugadores aliancistas, terminando cinco de ellos en la comisaría. Universitario de Deportes ganaba 2:1 hasta que en el minuto 73 el juez marcó un penalti para Alianza Lima por falta del zaguero Andrés da Silva a Juan Emilio Salinas. Ante el reclamo de los jugadores cremas, Alvizuri se retractó y cobró tiro libre fuera del área, lo que motivó la pelea entre aliancistas y cremas.
La goleada 9:1 de 1949 siempre ha estado puesta en duda a cerca de su oficialidad, en todo caso uno de los resultados oficiales más abultado en los superclásicos le correspondería también a Alianza Lima, cuando en 1977 goleó por 6:1 a Universitario de Deportes. El 30 de julio de 1952 Universitario de Deportes se convirtió en el primer equipo en obtener una victoria en un clásico fuera de la ciudad de Lima, derrotó 4:3 a Alianza Lima en Trujillo.
Una de las máximas goleadas oficiales de Universitario de Deportes frente a Alianza Lima ocurrió en 1959 por 6:2, con cinco tantos del Daniel Ruiz y uno de Jacinto Villalba. 
Además, la goleada más abultada en torneos internacionales le pertenece a Universitario, y ocurrió en la Copa Libertadores 1979. El equipo crema jugando de visita le ganó 6:3 a Alianza Lima. El 8 de agosto de 1985, por única vez en la historia de los clásicos se dio una definición por penales. El partido, que se jugaba en el Estadio Alejandro Villanueva, acabó empatado 0:0 por ello se fueron a la tanda de penales donde Universitario de Deportes se impuso por 8:7 clasificando a la final del Torneo Regional.
El 3 de agosto de 1988, por la primera fase de la Copa Libertadores de aquel año se disputó un encuentro que es conocido coloquialmente como el «clásico del abandono» o «clásico de la vergüenza», Universitario de Deportes se imponía por 2:0 y Alianza Lima sufrió la expulsión de tres futbolistas. Inexplicablemente dos aliancistas más se lesionaron de manera casi sincronizada, sin mediar ninguna falta grave, por lo que el árbitro Pagano optó por finalizar el encuentro, y los restantes futbolistas de Alianza que quedaban en el campo de juego salieron corriendo hacia su camerino. Unos años después, el futbolista Cédric Vásquez de Alianza Lima confesó que el técnico aliancista Moisés Barack les pidió a sus compañeros que fingieran lesiones para que el partido sea suspendido y así evitar perder por goleada.
El 2 de julio de 1997 Universitario de Deportes se convirtió en el primer equipo en obtener una victoria en un clásico fuera del Perú, derrotó 2:1 a Alianza Lima en Miami (Estados Unidos). En el año de 1999 sucedió un hecho que marcó un precedente en la historia de los superclásicos, cuando luego de enfrentarse en sendos partidos por la definición del campeonato nacional, Universitario de Deportes dio la vuelta olímpica en el mismo estadio de su clásico rival al salir victorioso en el resultado global por 3:1.
El primer clásico del fútbol peruano disputado en el Estadio Monumental U se jugó el 26 de junio de 2002 y marcó un momento histórico para Universitario de Deportes. Ante más de 50 mil espectadores, el equipo crema venció 1‑0 a Alianza Lima con un gol de Martín Vilallonga al minuto 52. Este partido no solo significó una victoria importante en el Torneo Apertura 2002, sino también el estreno triunfal de Universitario en su nuevo estadio frente a su eterno rival, consolidando el Monumental como su fortaleza y símbolo de identidad institucional desde entonces.
El 13 de diciembre de 2009, Universitario de Deportes se consagró campeón del Torneo Descentralizado de aquel año tras vencer por 2‑0 en el global a su tradicional rival. En la final disputada a doble partido —el primer encuentro terminó 1‑0 a favor de Universitario como visitante en Matute, con gol de Piero Alva—, la segunda vuelta se jugó en el Estadio Monumental de Ate, donde Nolberto Solano anotó de penal en el minuto 10, consolidando la victoria crema.  El arquero Raúl Fernández fue protagonista con notables atajadas en el primer partido, mientras que la estrategia de contraataque del equipo dirigido por Juan Reynoso rindió fruto en la segunda mitad del torneo. El desenlace de la final puso fin a una sequía de nueve años sin títulos nacionales para la 'U', que había completado su anterior consagración en 2000.
El 10 de julio de 2010, se jugó el clásico número 328. Al minuto de iniciado el segundo tiempo, el futbolista recién ingresado y debutante en esta clase de partidos, Paolo Hurtado, recibió un pase largo de Donny Neyra el cual resolvió definiendo a un costado ante la salida del portero crema; todo esto tocando su primer balón en los superclásicos. Dicho tanto le dio la victoria al equipo victoriano.  El 15 de abril de 2012 se jugó el primer clásico en el nuevo Estadio Nacional. El resultado fue una victoria aliancista por 1:0, con gol de José Carlos Fernández.
El 14 de julio de 2012 se jugó el partido denominado Clásico de la Juventud o Clásico Joven caracterizado por presentar a varios jugadores jóvenes en esta clase de partidos con un promedio de 21 años de edad. El resultado favoreció a Universitario de Deportes por 2:1 con goles de Aurelio Saco Vértiz y Edison Flores. El clásico más largo de la historia duró 12 días, lo ganó Universitario de Deportes 2:1 a Alianza en el Estadio Alejandro Villanueva. El encuentro fue suspendido el 1 de abril de 2016 por la detonación de seis bombardas por barristas aliancistas, se retomó el 13 de abril y lo ganó el equipo crema con goles de Diego Guastavino y Raúl Ruidíaz.
El 8 de noviembre de 2023, Universitario de Deportes se impuso a Alianza Lima en la final del torneo a doble partido. El partido de ida, disputado el 4 de noviembre en el Estadio Monumental, culminó con empate 1‑1, con gol crema de Alex Valera desde el punto penal, y el empate sobre la hora por parte de Alianza, obra de Gabriel Costa. La revancha se llevó a cabo en el estadio Alejandro Villanueva, donde Universitario ganó 2‑0 con tantos tempraneros: Edison Flores abrió el marcador a los 2 minutos y, en la recta final, Horacio Calcaterra selló la victoria con un golazo a los 81′. El global de 3‑1 significó el primer título en diez años para el club crema, que además impidió que Alianza lograra un tricampeonato. El momento quedó marcado por un episodio polémico: segundos después del pitazo final, Alianza apagó las luces del estadio con la intención de frenar la celebración crema, generando indignación y que la vuelta olímpica crema se realizara a oscuras, alumbrados solo con los celulares de los jugadores.

## Estadísticas

### Historial
| Torneo                    | PJ  | GAL | E   | GU  | GolAL | GolU |
| ------------------------- | --- | --- | --- | --- | ----- | ---- |
| Primera División del Perú | 272 | 103 | 77  | 92  | 352   | 332  |
| Copa Libertadores         | 12  | 2   | 3   | 7   | 10    | 19   |
| Copa Sudamericana         | 2   | 2   | 0   | 0   | 2     | 0    |
| Campeonato de Apertura    | 13  | 4   | 1   | 8   | 26    | 24   |
| Amistosos                 | 75  | 31  | 25  | 19  | 99    | 80   |
| Total general             | 374 | 142 | 106 | 126 | 489   | 455  |

### Últimos 10 partidos
| Fecha      | Competición          | Local         | Resultado | Visitante     |
| ---------- | -------------------- | ------------- | --------- | ------------- |
| 18-08-2021 | Torneo Clausura 2021 | Universitario | 1:2       | Alianza Lima  |
| 17-04-2022 | Torneo Apertura 2022 | Universitario | 1:4       | Alianza Lima  |
| 04-09-2022 | Torneo Clausura 2022 | Alianza Lima  | 0:2       | Universitario |
| 19-02-2023 | Torneo Apertura 2023 | Universitario | 1:2       | Alianza Lima  |
| 22-07-2023 | Torneo Clausura 2023 | Alianza Lima  | 0:0       | Universitario |
| 04-11-2023 | Play-offs 2023       | Universitario | 1:1       | Alianza Lima  |
| 08-11-2023 | Play-offs 2023       | Alianza Lima  | 0:2       | Universitario |
| 10-02-2024 | Torneo Apertura 2024 | Alianza Lima  | 0:1       | Universitario |
| 26-07-2024 | Torneo Clausura 2024 | Universitario | 2:1       | Alianza Lima  |
| 05-04-2025 | Torneo Apertura 2025 | Alianza Lima  | 1:1       | Universitario |

## Partidos decisivos
El fútbol peruano está marcado por dos eras. La primera, entre 1912 y 1950, cuando se jugaban los Torneos Amateurs. La segunda, entre 1951 hasta la actualidad, considerada el Profesionalismo. Mientras que desde 1912 a 1965 se disputaban los torneos entre Lima y Callao, sin embargo desde 1966 a la actualidad, fue cuando se comenzaron a jugar los Torneos Descentralizados, con la participación a nivel profesional de entidades futbolísticas de todo el país. A lo largo de 96 años de rivalidad, Alianza Lima y Universitario han disputado entre sí finales de campeonatos y clásicos decisivos.
A pesar de que Alianza Lima cuenta con ventaja en los partidos ganados, Universitario de Deportes lleva ventaja en los superclásicos definitorios donde ha ganado diez definiciones en el medio local, siendo cuatro de estas en finales por un título de Primera División (1987, 1999, 2009 y 2023). Alianza Lima, por su parte, superó a su rival en tres superclásicos definitorios en el medio local, siendo dos de estos en finales por un título de Primera División (1928 y 1955). A nivel internacional, se registra una única definición entre ambos equipos, donde Alianza Lima superó a Universitario en la ronda preliminar de la Copa Sudamericana 2002.
- Para obtener mayor detalle sobre las finales y partidos decisivos disputados entre ambos clubes, véase clásicos definitorios.

## El superclásico en la gastronomía popular

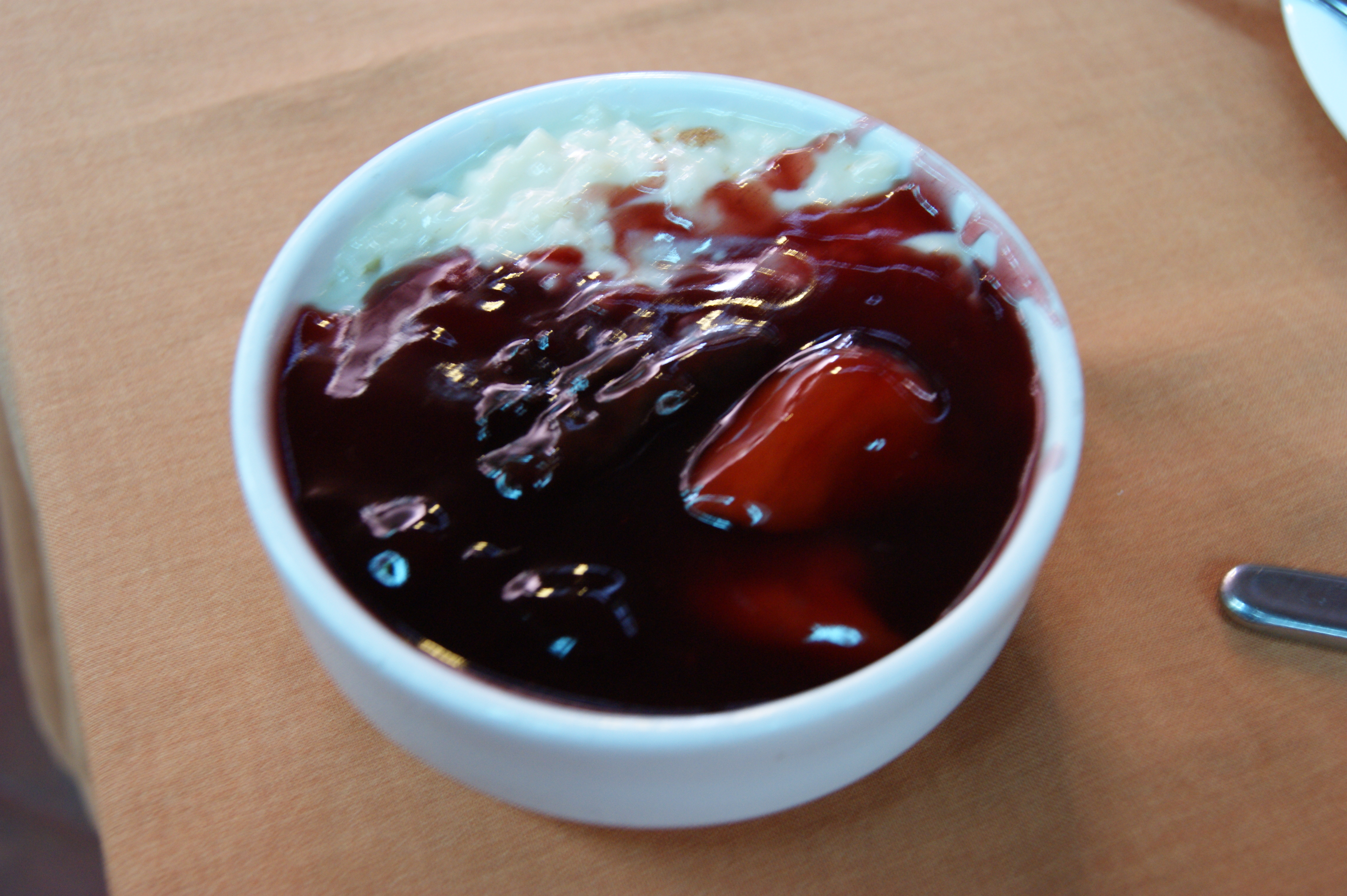
Un clásico peruano: arroz con leche y mazamorra morada.

Se conoce como «Clásico» a la unión, mas no combinación, de dos postres tradicionales de la gastronomía peruana: la mazamorra morada y el arroz con leche. La mazamorra hace alusión al equipo aliancista, pues el postre se prepara especialmente en el mes de octubre cuando el equipo íntimo cambia su camiseta titular a una morada con el mismo diseño. El arroz con leche hace referencia a los merengues, pues la coloración de dicho postre es de tonalidad crema, color que porta en la camiseta. El nombre de «Clásico» es también la denominación bajo la que se vende el producto.